# Мабітак
Мабітак, офіційна назва — муніципалітет Мабітак (тагальська: Bayan ng Mabitac), є муніципалітетом 5-го класу в провінції Лагуна, Філіппіни. За даними перепису 2020 року, у ньому проживало 21 275 осіб. Три століття тому Мабітак був чудовим місцем полювання на дичину. Місцеві мисливці використовували численні заглибини або пастки, які на місцевому діалекті називаються «бітаг». Тому це місце було названо «Мабітаг», що означає «місце з багатьма пастками». Мабітак розташований на східній стороні провінції Лагуна, за 88 кілометрів (55 миль) від Маніли, використовуючи провінцію Рісаль по звивистій дорозі Манільській східній дорозі та місто Антиполо або за 123 кілометри (76 миль) через South Luzon Express, Каламба і Санта Крус.

## Географія
Мабітак політично поділяється на 15 барангаїв:
- Amuyong
- Lambac (Poblacion)
- Lucong (Poblacion)
- Matalatala
- Nanguma
- Numero
- Paagahan
- Bayanihan (Poblacion)
- Libis ng Nayon (Poblacion)
- Maligaya (Poblacion)
- Masikap (Poblacion)
- Pag-Asa (Poblacion)
- Sinagtala (Poblacion)
- San Antonio
- San Miguel

## Галерея

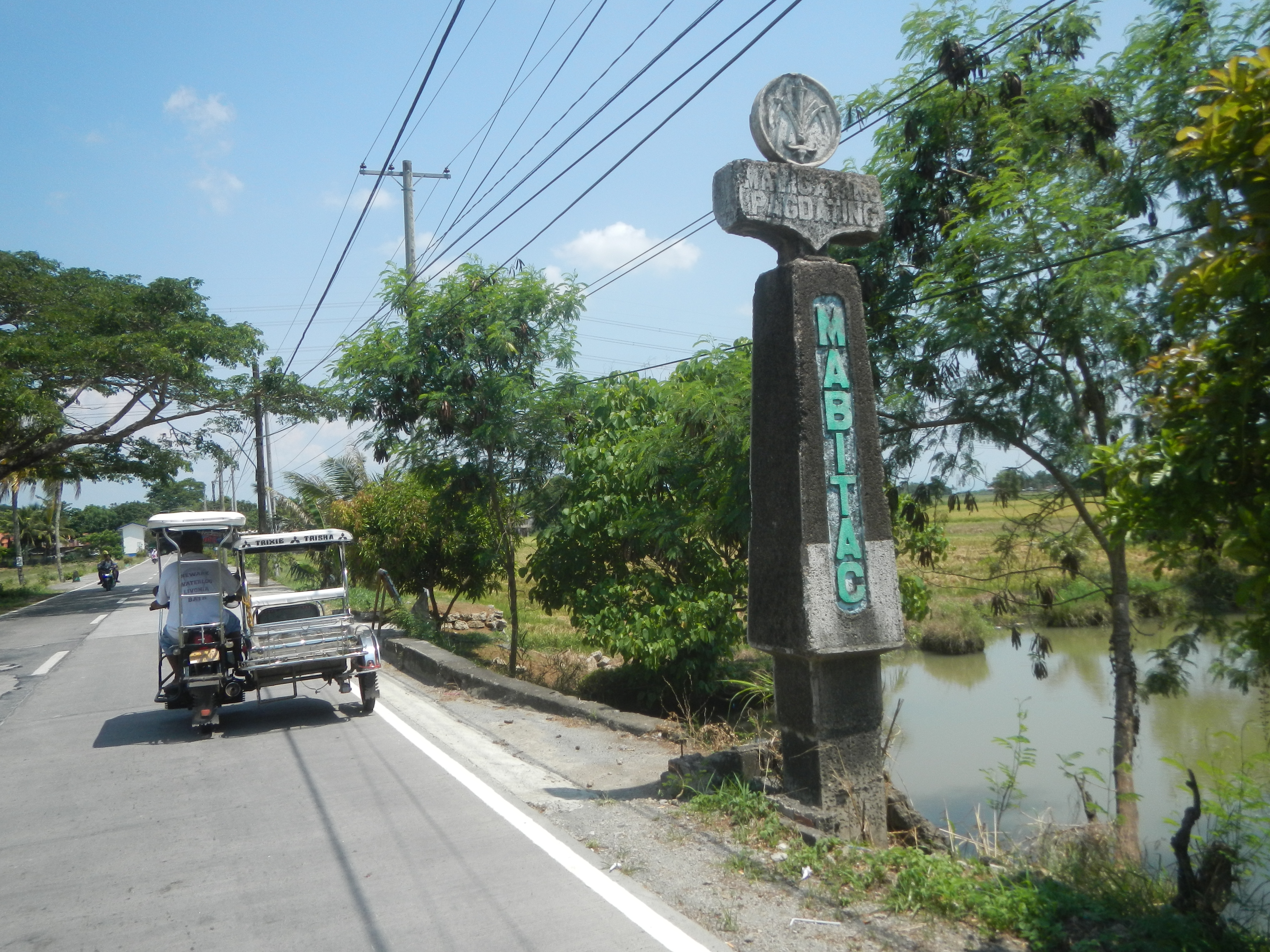
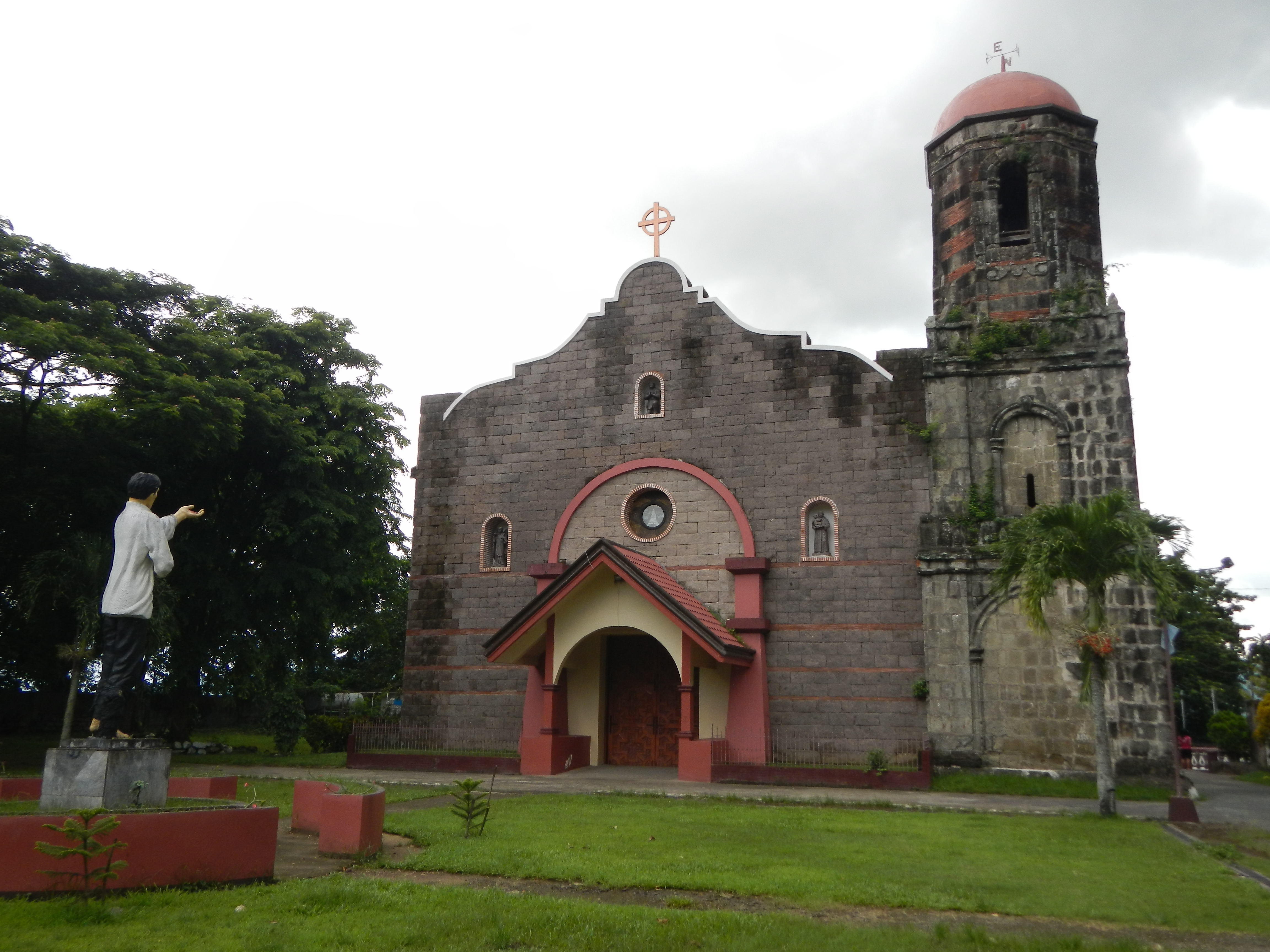

### Клімат
| Клімат Mabitac, Laguna | Клімат Mabitac, Laguna | Клімат Mabitac, Laguna | Клімат Mabitac, Laguna | Клімат Mabitac, Laguna | Клімат Mabitac, Laguna | Клімат Mabitac, Laguna | Клімат Mabitac, Laguna | Клімат Mabitac, Laguna | Клімат Mabitac, Laguna | Клімат Mabitac, Laguna | Клімат Mabitac, Laguna | Клімат Mabitac, Laguna | Клімат Mabitac, Laguna |
| Показник               | Січ.                   | Лют.                   | Бер.                   | Квіт.                  | Трав.                  | Черв.                  | Лип.                   | Серп.                  | Вер.                   | Жовт.                  | Лист.                  | Груд.                  |                        |
| Середній максимум, °C  | 26                     | 27                     | 29                     | 31                     | 31                     | 30                     | 29                     | 29                     | 29                     | 29                     | 28                     | 26                     |                        |
| Середній мінімум, °C   | 22                     | 22                     | 22                     | 23                     | 24                     | 25                     | 24                     | 24                     | 24                     | 24                     | 24                     | 23                     |                        |
| Норма опадів, мм       | 58                     | 41                     | 32                     | 29                     | 91                     | 143                    | 181                    | 162                    | 172                    | 164                    | 113                    | 121                    |                        |
| Днів з дощем           | 13,4                   | 9,3                    | 9,1                    | 9,8                    | 19,1                   | 22,9                   | 26,6                   | 24,9                   | 25,0                   | 21,4                   | 16,5                   | 16,5                   |                        |
| ---------------------- | ---------------------- | ---------------------- | ---------------------- | ---------------------- | ---------------------- | ---------------------- | ---------------------- | ---------------------- | ---------------------- | ---------------------- | ---------------------- | ---------------------- | ---------------------- |